# Quần đảo Rock (Palau)

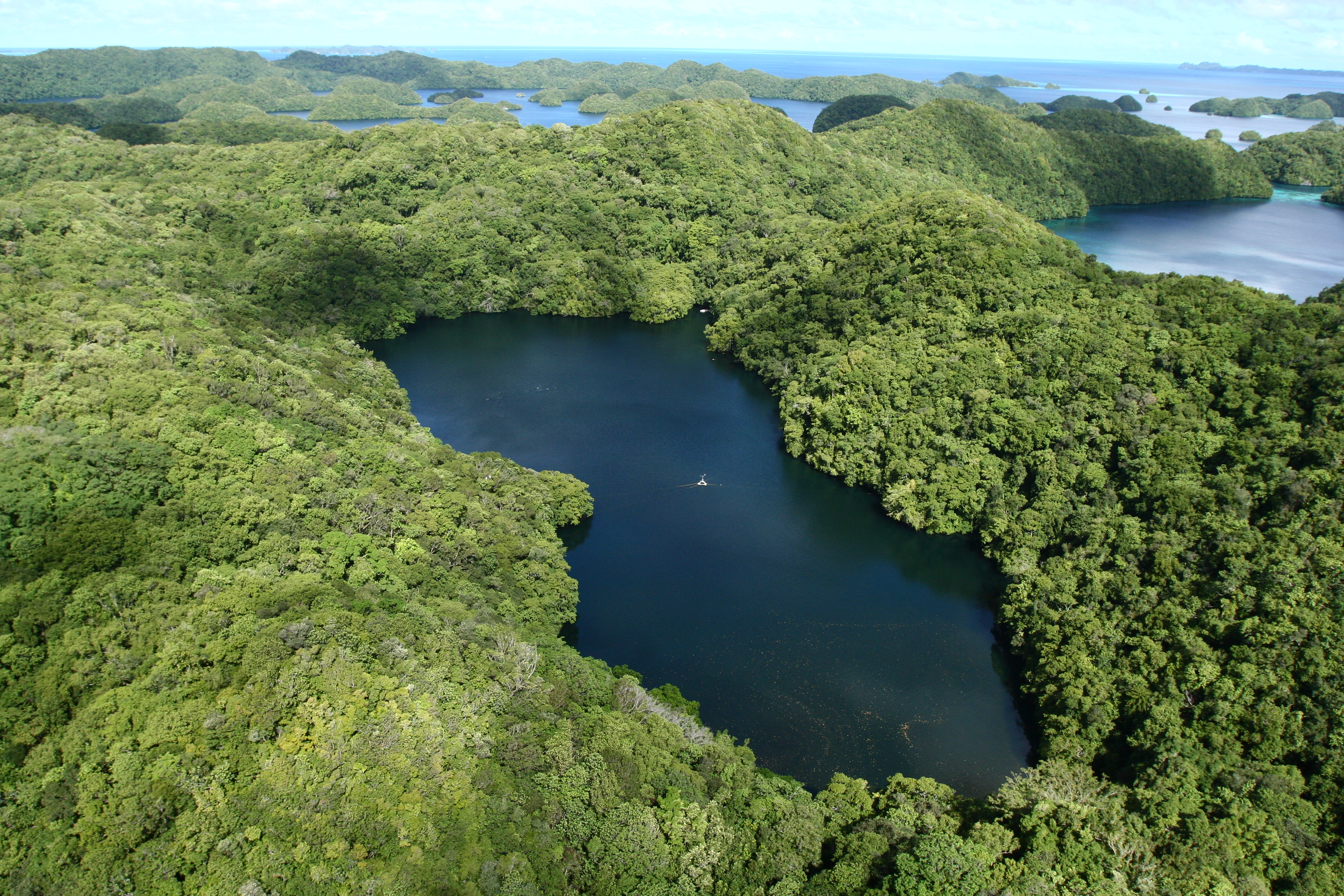
Hồ Sứa nổi tiếng của quần đảo.

Quần đảo Rock (còn được gọi là Chelbacheb) là quần đảo có tổng diện tích 100.200 ha, bao gồm 445 hòn đảo đá vôi và san hô không có người ở, được hình thành sau những đợt phun trào núi lửa. Quần đảo này nằm giữa Koror và Peleliu và là di sản thế giới của UNESCO từ năm 2012.

## Cảnh quan thiên nhiên
Đảo chính trong quần đảo là đảo Babeldaob, vốn là một đảo núi lửa đã ngưng hoạt động. Nhìn từ trên cao, quần đảo này như một rừng nấm nằm trong các hồ nước xanh lam, bao bọc là những rạn san hô. Nước biển bị ngăn bởi đảo tạo thành các rất nhiều các hồ biển nội địa, với 52 hồ biển nội địa, nhiều hơn bất cứ nơi nào khác trên thế giới.
Những hòn đảo lớn nhất trong quần đảo là:
- Ngeruktabel
- Ulong
- Eil Malk (Mecherchar)

Đảo đáng chú ý khác bao gồm:
- Ngeteklou (Gologugeul)
- Bukrrairong (Kamori)
- Tlutkaraguis (Adorius)
- Ongael
- Ngebedangel (Ngobasangel)
- Bablomekang (Abappaomogan)
- Ngerukeuid (Orukuizu)

## Hệ động thực vật
Khu vực biển là nơi sinh sống của 385 loài san hô khác nhau, cùng với đó là một sự đa dạng sinh học lớn với vô số các loài thực vật biển và sinh vật biển: bò biển, 13 loài cá mập, 746 loài cá, 7 loài trai khổng lồ...Đặc biệt, tại đây có loài Sứa hồ, một hồ biển tại quần đảo, cung cấp nơi ẩn nấp an toàn cho nhiều loài động vật, trong đó có loài sứa chỉ có ở Palau này.
Thực vật trên các đảo là các khu rừng đặc hữu, với rất nhiều loài chim đặc hữu, động vật có vú, ếch nhái, bò sát... tất cả tạo ra một giá trị thiên nhiên đặc biệt.

## Văn hóa
Quần đảo từng là nơi cư trú của dân chài. Những gì còn sót lại là các các bãi đá được chạm khắc tinh xảo và chôn lấp chứng tỏ về một tổ chức cộng đồng sinh sống và lao động kéo dài gần 3000 năm đã bị lãng quên. Tàn tích khảo cổ và nghệ thuật đá được tìm thấy trong các hang động ở hai cụm đảo là cụm đảo: đảo Negmelis và đảo Ulong; cụm ba hòn đảo - Ngeruktabel, Ngeanges, và Chomedokl.
Trên các hòn đảo, người ta tìm thấy các bức tường đá để phòng thủ, nền móng sân và những ngôi nhà. Môi trường và sự biến đổi khí hậu đã khiến những cư dân ở đây di cư sang những hòn đảo lớn hơn trong thế kỷ 17, 18.